# Numen Vilariño
Numen Vilariño Romani (Montevideo, 5 de octubre de 1929-Ib., 26 de junio de 2017) fue un pianista, compositor y docente uruguayo.

## Biografía
Nació en una familia de clase media y culta, en la que estaban presentes música y literatura. Hijo de Leandro Vilariño, poeta y barraquero de extracción anarquista y Josefina Romani. Tuvo cuatro hermanos Poema, Azul, Alma e Idea, que al igual que él, estudiaron música. 
Azul tocaba la guitarra aunque falleció tempranamente a los 23 años. Numen reconoció que Alma —que destacaba como pianista— fue quien lo instruyó en muchas técnicas de ejecución. Por otra parte Idea tocaba el violín aunque terminó destacándose en la poesía y es considerada como la mayor escritora uruguaya contemporánea de este género.
Los primeros años de Numen transcurrieron en una casona de la calle Inca y Cuñapirú (actualmente Juan José de Amézaga). Posteriormente se mudaron a otra casa en la misma manzana ubicada en Justicia casi Cuñapirú. La madre de Numen, Josefina quien falleció a la edad de 42 años alentó al joven en el aprendizaje del piano. A los 14 años, concurrió al Taller Torres García donde entabló una relación de amistad con José Gurvich.
A los 16 años ingresa al Conservatorio Nacional de Música que era dirigido por Eduardo Fabini donde recibe clases de los maestros Renée Bonet, Rosa Gifuni y Vicente Ascone.
Luego del cierre del Conservatorio en 1948 se embarcó en un viaje hacia Europa, comenzando por Génova, pasando por París y Madrid donde estudia con grandes maestros como Oliver Mesien, Tomás Andrade de Silva, Lazare Lévy, Claudio Arrau y Ercilia Tipo.
En 1959 contrajo matrimonio con la bailarina Emma Haberli, una de las referentes de la danza en Uruguay. En la década de 1960 fundó junto a ella el Centro de Arte que se mantiene activo hasta la actualidad.
En 1975 partió al exilio. En Europa trabajó como docente y brindó conciertos en solidaridad con Uruguay y otros países latinoamericanos que estaban bajo dictaduras. Se radicó en Francia donde conoció y compartió escenarios con otros uruguayos exiliados como Daniel Viglietti, Numa Moraes y José Carbajal «El Sabalero».
A su regreso a Uruguay continuó con la docencia, los conciertos y las grabaciones.

## Discografía
- Interpreta Piazolla (Eco 8072)
- Numen Vilariño (Mallarini Producciones 0077)
- Interpreta a Piazzolla (Ayuí / Tacuabé a/e202k. 1998)
- Piazzolla '93 (Perro Andaluz PA 3644-2)